# Gasene
Gasene (Southeast Northeast Integration Gas Pipeline) – трубопровідна система, яка з`єднала газопроводи південно-східного та північно-східного узбережжя Бразилії.
Газотранспортна мережа Бразилії створювалась на основі окремих зон, пов`язаних із розробкою офшорних або прибережних басейнів – Сантос, Кампос, Еспіріту-Санто, Реконкаву, Сержипі-Алагоас, Потігуар. По ходу розвитку мережі окремих районів об`єднувались, так що до 2009 року вже утворились дві системи на південно-східному (штати Сан-Паулу, Ріо-де-Жанейро) та північно-східному (штати від Баїя до Сеара) узбережжі. Проекту їх об’єднання, реалізованому до завершення 2010 року, присвоїли назву Gasene, при цьому важливо відзначити, що це був не один, а кілька пов`язаних трубопроводів.
Перший відтинок спорудили посередині маршруту в штаті Еспіриту-Санту. Тут ще з 1980-х років існував газогін Лагоа-Парда – Аракруз – Віторія довжиною 100 км з доволі невеликим діаметром 200 мм. В 2007-му від розташованої на його трасі між Аракруз та Віторія станції Sierra проклали трубопровід довжиною 130 км та діаметром 650 мм до газопереробного заводу Какімбас, який працює на півночі штату. При цьому в 2008-му між Віторією та станцією Sierra проклали ще одну нитку довжиною 27 км та діаметром 400 мм.
Другим відтинком майбутньої інтеграційної системи став розташований південніше газогін Gascav довжиною 303 км та діаметром 700 мм, який в 2008-му з`єднав Віторію із газопереробним комплексом Cabiúnas у штаті Ріо-де-Жанейро (цей ГПЗ колись створили для обслуговування родовищ басейну Кампос, а з 2010-х через нього пішла продукція супергігантського родовища Лула із басейну Сантос). Від комплексу Cabiúnas починалась система Gasduc, яка вже була складовою інтегрованої газотранспортної мережі південно-східних штатів.  
Нарешті, в 2010 році стала до ладу третя і найдовша ділянка інтеграційної системи під назвою Gascac, котра пройшла від ГПЗ Какімбас на північ до комплексу підготовки вуглеводнів Кату в штаті Баїя. Вона має протяжність 954 км, діаметр 700 мм і в кінцевій точці маршруту сполучається з двома газогонами, які прямують далі на північний схід – Кату – Пілар та Кату – Ітапоранга. Крім того, через Кату відбувається зв'язок із газотранспортною системою басейну Реконкаву, а неподалік від Кату до Gascac підключили перемичку від терміналу для прийому ЗПГ Байя-Тодуз-ус-Сантус. 
Таким чином, система Gasene складається з Gascav, центральної ділянки Віторія – Sierra – Какімбас та продовжуючої їх системи Gascac. 
Початкова потужність на маршруті Gasene складає 3,6 млрд м³ на рік з перспективою збільшення вдвічі шляхом спорудження додаткових компресорних станцій.
Можливо відзначити, що від ділянки Какімбас – Віторія живиться ТЕС Luiz Oscar Rodrigues de Melo.
У перспективі можливе прокладання перемички до терміналу для прийому ЗПГ Ачу.